# On Top of Our Game
On Top of Our Game – drugi studyjny album amerykańskiego zespołu Dem Franchize Boyz, wydany 7 lutego 2006 r.

## Sprzedaż
Album uzyskał status złotej płyty ze sprzedażą ponad 550.000 egzemplarzy.

## Lista utworów
1. „My Music” (featuring Bun B) - 3:45
2. „I Think They Like Me (So So Def Remix)” (featuring Jermaine Dupri & Da Brat & Bow Wow) - 4:42
3. „Ridin' Rims” - 4:23
4. „Bricks 4 the High” (featuring Jim Jones & Damon Dash) - 4:54
5. „You Know What It Is” - 3:57
6. „Lean wit It, Rock wit It” (featuring Lil' Peanut & Charlay) - 3:49
7. „Freaky As She Wanna Be” (featuring Trey Songz) - 6:14
8. „Stop Callin' Me” - 4:18
9. „Give Props” - 4:52
10. „Suckers Come & Try Me” (featuring DJ Unk) - 4:26
11. „Don't Play With Me” (featuring Three 6 Mafia) - 4:31
12. „They Don't Like That” - 3:56

## Pozycja na listach
| Lista (2006)                          | Pozycja |
| ------------------------------------- | ------- |
| U.S. Billboard 200                    | 5       |
| U.S. Billboard Top R&B/Hip-Hop Albums | 1       |
| U.S. Billboard Top Rap Albums         | 1       |